# Фондовий дериватив
Фóндовий деривати́в — стандартний документ, який засвідчує право продати та/або купити цінний папір на обумовлених умовах у майбутньому. Правила випуску та обігу Ф. д. встановлюються державним органом, що на нього покладаються функції регулювання ринку цінних паперів.